# Meliscaeva ceylonica
Meliscaeva ceylonica är en tvåvingeart som först beskrevs av Keiser 1958.  Meliscaeva ceylonica ingår i släktet flickblomflugor, och familjen blomflugor. Inga underarter finns listade i Catalogue of Life.